# Ruth Faltin
Ruth Faltin (* 29. September 1906 in Königsberg i. Pr.; † 12. Juni 1995 in Wolfsburg) war eine deutsche Malerin und Graphikerin.
Nach dem Besuch des Lyzeums studierte Ruth Faltin zunächst an der Königsberger Kunst- und Gewerkschule bei den Professoren Otto Ewel und Ernst Grün. Anschließend wechselte sie zur Königsberger Kunstakademie, wo sie bis 1931 bei Franz Xaver Wimmer studierte. Nach einem Studienaufenthalt in Berlin, kehrte Faltin nach Ostpreußen zurück, wo Professor Alfred Partikel ihr Lehrer und Förderer wurde. 1939 beendete sie ihre Ausbildung als Meisterschülerin mit einer eigenen großen Ausstellung in den Räumen der Staatlichen Meisterateliers. Zuvor hatte Faltin durch die Ausstellung „Ostpreußenkunst 1937“ in der Hamburger Kunsthalle von sich reden gemacht. Seit 1939 arbeitete Faltin als freischaffende Malerin. Nach der Flucht aus Ostpreußen arbeitete sie zunächst bis 1950 als Zeichenlehrerin in Oranienburg und ließ sich schließlich in Wolfsburg nieder. Sie war Mitglied der Künstlergilde Esslingen